# LaMia Airlines Flight 2933
LaMia Airlines Flight 2933 var en flyvning fra Viru Viru International Airport i Bolivia til José María Córdova International Airport i Colombia. 28. november 2016 styrtede flyet, som opererede på ruten den dag ved Cerro Gordo i La Unión i Colombia. Flyvningen var chartret, og ombord var fodboldholdet Associação Chapecoense de Futebol, 21 journalister og ni besætningsmedlemmer. Af de 77 personer ombord overlevede kun seks.

## Flyet
Flyet var af typen British Aerospace 146 Avro RJ85 fra LaMia Airlines. Det blev bygget i 1999 og var dermed snart 18 år da ulykken indtraf. Det var registreret CP-2933, med serienummer E2348. Maskinen havde fire Lycoming LF507-1F-motorer. Det havde tidligere fløjet for andre flyselskaber, også chartret. En periode fra 2010 til 2013 stod det oplagret i Norwich International Airport.